# Boothbay Harbor (condado de Lincoln)
Boothbay Harbor es un lugar designado por el censo ubicado en el condado de Lincoln en el estado estadounidense de Maine. En el Censo de 2010 tenía una población de 1.086 habitantes y una densidad poblacional de 495,05 personas por km².

## Geografía
Boothbay Harbor se encuentra ubicado en las coordenadas 43°51′20″N 69°37′24″O / 43.85556, -69.62333. Según la Oficina del Censo de los Estados Unidos, Boothbay Harbor tiene una superficie total de 2.19 km², de la cual 2.19 km² corresponden a tierra firme y (0%) 0 km² es agua.

## Demografía
Según el censo de 2010, había 1.086 personas residiendo en Boothbay Harbor. La densidad de población era de 495,05 hab./km². De los 1.086 habitantes, Boothbay Harbor estaba compuesto por el 96.5% blancos, el 0.55% eran afroamericanos, el 0.46% eran amerindios, el 1.29% eran asiáticos, el 0% eran isleños del Pacífico, el 0% eran de otras razas y el 1.2% pertenecían a dos o más razas. Del total de la población el 0.92% eran hispanos o latinos de cualquier raza.